# Contea di Zhaozhou
La contea di Zhaozhou (肇州县S, Zhàozhōu XiànP) è una contea della Cina, situata nella provincia di Heilongjiang e amministrata dalla prefettura di Daqing.